# АДО Ден Хааг
Алес Дор Уфенинг Ден Хааг (на нидерландски: Alles Door Oefening Den Haag) е нидерландски футболен клуб от град Хага. В България е по-популярен под съкратеното си наименование АДО Ден Хааг.

## Успехи
Първи клас (до 1955) / Висша дивизия (след 1956)-Ередивиси:
- Шампион (2): 1941/1942, 1942/1943

 Купа на Нидерландия:
- Носител (2): 1967/1968, 1974/1975
  -  Финалист (6): 1958/1959, 1962/1963, 1963/1964, 1965/1966, 1971/1972, 1986/1987

Ерсте Дивиси
- Шампион (2): 1985/1986, 2002/2003

## Известни футболисти
- Дик Адвокаат
- Ромео Кастелен
- Елеро Елия
- Дмитрий Буликин
- Еузебиуш Смоларек

## Бивши треньори
- Ернст Хапел
- Вуядин Божков
- Ко Адриансе
- Ринус Исраел